# تفت، سامار شرقی
تفت، سامار شرقی (به لاتین: Taft) یک منطقهٔ مسکونی در فیلیپین است که در سامار شرقی واقع شده‌است.